# 714
Năm 714 trong lịch Julius.